# خوان البرتو ميلغار كاسترو
خوان البرتو ميلغار كاسترو (بالإسبانية: Juan Alberto Melgar Castro) (و. 1930 – 1987 م) هو سياسي من هندوراس .
وهو عضو في الحزب الوطني .

## روابط خارجية
- خوان البرتو ميلغار كاسترو على موقع مونزينجر (الألمانية)